# Статистически институт за стопански проучвания
Статистическият институт за стопански проучвания (СИСП) е българска научна организация, съществувала от 1934 до 1946 година.
Основната му задача е анализиране на статистическите данни за българската и световна икономика, теоретични разработки в тази област и обучение на млади учени.
Институтът е основан и оглавяван до 1940 година от Оскар Андерсон, учен от руски произход и международен авторитет в областта на статистиката, който от 1924 година живее в България. Идеята за създаване на подобна организация съществува още от 1924 година, когато Андерсон е преподавател във Висшето търговско училище във Варна, но не е реализирана, поради липса на финансиране. През 1932 година той получава стипендия от Рокфелеровата фондация и заминава за Англия и Германия, подготвяйки се за създаването на института. В изграждането на СИСП до голяма степен е следван моделът на американското Национално бюро за икономически изследвания.
На 28 декември 1934 година е издадена наредба-закон, с която е учреден Статистически институт за стопански проучвания, като автономна институция в рамките на Софийския университет „Свети Климент Охридски“. За разлика от преподавателите в университета, служителите на СИСП са лишени от привилегиите на държавни служители, с цел да се предотврати неговата бюрократизация. В ръководството на СИСП са включени представители на Университета, Българска народна банка (БНБ) и деловите среди, както и на Рокфелеровата фондация, която е основният източник за неговото финансиране, наред с БНБ и държавната Българска земеделска и кооперативна банка.
Освен директора Оскар Андерсон, към СИСП са привлечени много икономисти с напредничави възгледи, като Асен Христофоров. Институтът установява интензивни контакти с водещи научни организации в чужбина, като групата на Рагнар Фриш в Норвегия, в София гостува и изнася важна лекция Оскар Моргенщерн.
През 1945 година, след Деветосептемврийския преврат, СИСП е оглавен от комуниста Цоню Цончев, а година по-късно е окончателно закрит.